# Меручак
Меруча́к (Маручак, перс. مروچاق‎; другие варианты названия: Мурчаг, Муричаг; перс. موريچاق, مورچاق‎) — населённый пункт на северо-западе Афганистана, у границы с Туркменистаном. Отождествляется с древним городом Мерверруд.
Меручак расположен на крайнем северо-западе Афганистана, на правом берегу реки Мургаб, у самой границы с Туркменистаном. Относится к Баламургабскому району провинции Бадгис. К северо-востоку от Меручака, до самой Амударьи простирается большая пустынная степная область без рек и оседлого населения. Ближайший афганский город — Баламургаб в 35 км к юго-востоку. В нескольких километрах к северо-западу и югу расположен ряд туркменских сёл: Тагтабазар, Беден, Сейн-Али, Ходжали, Башбеден.
Селение отождествляется с древним хорасанским городом Мерверруд. Такого мнения придерживались В. А. Жуковский и Г. Роулинсон. Но на этот счёт существуют и другие предположения. Название «Меручак» образовано из двух слов: Меру (Мерв) и чак (чай) в значении «река». Идентичную этимологию имеет название «Мерверруд» («Мерв реки»).